# Новобрачный (фильм)
«Новобрачный» (англ. Bridegroom) — документальный фильм, рассматривающий социально-правовую проблему, которая возникла после внезапной трагической гибели молодого гея. Его премьера в рамках кинофестиваля «Tribeca» в апреле 2013 года привлекла внимание СМИ, так как показ был представлен бывшим президентом США Биллом Клинтоном. Фильм получил приз зрительских симпатий фестиваля «Tribeca» в категории «лучший документальный фильм».

## Сюжет
С помощью интервью, архивных фотографий и видео в фильме излагается история отношений между Томом Брайдгрумом («bridegroom» с английского может быть переведено, как «новобрачный») и Шэйном Битни Кроуном. В течение шести лет они были партнёрами и оставались неразлучны, несмотря на проблемы во взаимоотношениях со своими семьями. Когда Том после падения с крыши здания внезапно погибает, его родители, которые отвергли сына за то, что он не скрывал свою гомосексуальность, запретили Шэйну участие в похоронах возлюбленного.

## Участники фильма
- Том Ли Брайдгрум (англ. Thomas Lee Bridegroom; род. 1982[5]), после окончания военной академии в штате Индиана переехал из своего родного города Нокса сначала в Нью-Йорк, а позже в Лос-Анджелес. Там он встретил своего будущего партнера Шэйна Битни Кроуна. С 2007 года принимал участие в реалити-шоу The X-Effect, которое транслировалось каналом MTV. 7 мая 2011 года во время фотосессии упал на землю с крыши четырехэтажного здания в Лос-Анджелесе и спустя несколько часов скончался в больнице.
- Шэйн Битни Кроун (англ. Shane Bitney Crone; род. 1985[6]), после окончания средней школы переезжает из родного штата Монтана в Калифорнию, где работает ассистентом в широковещательной компании Entertainment Tonight, входящей в сеть CBS. В 2005 году, познакомился со своим будущим партнером Томасом Брайдгрумом. После трагической смерти Тома мать погибшего забрала тело сына в Индиану и не проинформировала Шейна о похоронах близкого человека. Семья покойного сообщила Шэйну, что если он попытается приехать на похороны, отец и дядя Тома не допустят его на церемонию прощания.